# Strange Clouds
Strange Clouds é o segundo álbum de estúdio do rapper norte-americano B.o.B lançado em 1 de maio de 2012 pela Grand Hustle Records, Rebel Rock Entertainment e Atlantic Records. O álbum apresenta participações de Taylor Swift, Lil Wayne, Chris Brown, T.I., Nicki Minaj, Ryan Tedder, Lauriana Mae, Playboy Tre, Trey Songz, Nelly, Roscoe Dash e até o ator Morgan Freeman e inclui produção de Dr. Luke, Cirkut, Ryan Tedder, Jim Jonsin, Boi-1da, Lil C, Mynority, Stargate, Frequency, Super Water Sympathy, Kuttah, Billboard e ele mesmo.

## Antecedentes
B.o.B falou pela primeira vez do seu novo álbum em 2011 para a MTV: "Esta em produção paralela enquanto trabalho em turnê do primeiro álbum". Ele também acrescentou: "A primeira vez que você grava o álbum e mais emocionante [...] não que a segunda não seja, mas a primeira é sempre mais emocionante". Durante a entrevista ele disse: "Acho que as pessoas vão se surpreender com o álbum e como ele foi produzido, vão esperar mais de mim. Em 27 de Setembro de 2011 B.o.B foi até uma radio de Atlanta para promover seu primeiro single a música "Strange Clouds" com participação do rapper Lil Wayne, e anunciou que Strange Clouds também seria o título do álbum. Em 25 de outubro, 7 novas canções foram divulgadas em pequenas partes e a previsão do álbum era pra março de 2012. Em 15 de novembro de 2011, B.o.B revelou que lançaria um mixtape chamado EPIC (Evry Play is Crucial) antes do álbum ainda em novembro e que esse mixtape teria músicas na edição de luxo de Strange Clouds.
Ryan Tedder trabalhou no álbum e na música "So Good" que foi divulgada em fevereiro de 2012 e como segundo single do álbum adiado para maio.
Em março B.o.B divulgou a capa do álbum e o single promocional "Where Are You" que é uma batalha entre seus alter egos B.o.B e Bobby Ray após a fama.
Em 08 de outubro B.o.B havia feito uma performance de "Airplanes" junto com a estrela country americana Taylor Swift e a colaboração entre os dois artistas vazou em abril a faixa "Both of Us" que em maio foi declarada o terceiro single do álbum.

## Lançamento e promoção
O álbum foi originalmente previsto para ser lançado em 13 de março de 2012, no entanto, em 9 de fevereiro, B.o.B anunciou o álbum tinha sido adiado, e a nova data de lançamento era para o dia 1 de maio de 2012. A arte do álbum, lançado em 19 de março de 2012 mostra Bobby Ray em um casaco de marinheiro elegante, fixando sua cabeça em pé debaixo de uma nuvem a pairar. Em seguida a Warner Music Group lançou o clipe de "So Good" em 21 de março. Em 20 de abril, trechos da edição padrão do álbum surgiram apresentando aproximadamente um minuto de cada uma das 15 canções. Em 26 de abril de 2012 a versão padrão do álbum vazou em seu site, com o post "A estreia de Strange Clouds" permitindo aos espectadores a ouvir as canções da edição padrão.

### Singles
O álbum foi precedido pelo lançamento da canção "Strange Clouds" como primeiro single do álbum, lançado em 27 de setembro de 2010 pelo iTunes. A canção apresenta a participação do rapper norte-americano Lil Wayne e foi produzida por Dr. Luke e Cirkut. Em sua primeira semana, vendeu 197 mil cópias digitais, estreando na Billboard Hot 100 como sétimo lugar. A canção já vendeu mais de 1,3 milhões de cópias digitais em todo o mundo. Na semana de 10 de outubro de 2011, a canção estreando na parada americana tornou-se a "estreia quente" da semana. "Strange Clouds" marca como melhor vendas para um single na semana de estreia, anteriormente obtido pelo lançamento de "Airplanes" que marcou 137 mil vendas em 1 de maio de 2010. Em 9 de fevereiro de 2012 foi certificado como disco de platina pela RIAA.
A canção "So Good" foi selecionada como segundo single o álbum laçado em 21 de fevereiro de 2012, a canção apresenta produção e vocais adicionais de Ryan Tedder. A canção estreou na Billboard Hot 100, na semana de 10 de março de 2012, na décima primeira posição, com 164 mil downloads na primeira semana. A música também alcançou a posição de número sete no UK Singles Chart, tornando o terceiro single como Top 10.
"Both of Us" foi lançado como terceiro single do álbum em maio de 2012 e conta com a participação da cantora americana Taylor Swift, estreou na Austrália na quadragésima sexta posição entrando como single oficial. Na Billboard chegou a posição 18 na primeira semana se tornando a sexta música de B.o.B a alcançar o Top20 americano. A música foi aclamada pela critica como a colaboração pop/rap do ano com uma música cativante desde a letra até a produção.
"Out of My Mind" foi lançado como o quarto single do álbum em agosto de 2012.O clipe estreou uma semana após o lançamento.

### Singlespromocionais
"Play the Guitar" com participação do rapper americano André 3000 lançado em 27 de dezembro de 2011 foi produzido por Salaam Remi. A canção foi lançada para ser o segundo single do álbum, mas devido ao fraco desempenho nas paradas, ele foi usado apenas para fins promocionais. Ele contém um sample da música "Bo Diddley" de Bo Diddley, bem como a música "Fancy" interpretada por Drake, T.I. e Swizz Beatz.
"Where Are You (B.o.B vs. Bobby Ray)" foi lançado como single promocional em 20 de março de 2012.
"So Hard to Breathe" foi lançado como terceiro single promocional em 17 de abril de 2012. A canção traz elementos de Rock uma das características do rap de B.o.B. A música recebeu elogios da critica.

## Recepção e crítica

### Crítica
| Críticas profissionais | Críticas profissionais |
| Avaliações da crítica  | Avaliações da crítica  |
| Fonte                  | Avaliação              |
| ---------------------- | ---------------------- |
| Allmusic               | [ 19 ]                 |
| XXL                    | (XL)                   |
| Rolling Stone          | [ 21 ]                 |

Strange Clouds recebeu criticas positivas em geral e superou o primeiro álbum do cantor. No mettacritic o álbum teve mais de 60% de aprovação.
Um crítico disse: "Strange Clouds não tem a emoção de ver um artista desconhecido com no anterior, mas supera o anterior em todos os sentidos".

## Faixas
| Edição padrão |                                                      |                                                                                    |                                 |         |  |
| N.º           | Título                                               | Compositor(es)                                                                     | Produtor(es)                    | Duração |  |
| 1.            | "Bombs Away" (com participação de Morgan Freeman)    | Bobby Ray Simmons, Jr.                                                             | B.o.B                           | 5:28    |  |
| 2.            | "Ray Bands"                                          | Simmons, Jr., Jamieson Xavier Jones                                                | B.o.B, Jamieson Jones           | 3:48    |  |
| 3.            | "So Hard to Breathe"                                 | Simmons, Jr., Sean Garrett, DeLarry Sanders, Takenhiko Kato, Kyle King             | B.o.B, Sean Garrett             | 4:21    |  |
| 4.            | "Both of Us" (com participação de Taylor Swift)      | Simmons, Jr., Ammar Malik, Lukasz Gottwald, Henry Walter, Taylor Swift             | Dr. Luke, Cirkut                | 3:36    |  |
| 5.            | "Strange Clouds" (com participação de Lil Wayne)     | Simmons, Jr., Dwayne Carter, Jr., Gottwald, Walter                                 | Dr. Luke, Cirkut                | 3:47    |  |
| 6.            | "So Good"                                            | Simmons, Jr., Ryan Benjamin Tedder                                                 | Ryan Tedder                     | 3:33    |  |
| 7.            | "Play for Keeps"                                     | Simmons, Jr.                                                                       | Valentino Khan                  | 3:22    |  |
| 8.            | "Arena" (com participação de Chris Brown & T.I.)     | Simmons, Jr., Clifford Joseph Harris, Jr.                                          | Nard & B                        | 4:27    |  |
| 9.            | "Out of My Mind" (com participação de Nicki Minaj)   | Simmons, Jr., Onika Tanya Maraj                                                    | Dr. Luke, Billboard             | 3:43    |  |
| 10.           | "Never Let You Go" (com participação de Ryan Tedder) | Simmons, Jr., Tedder, Noel Zancanella                                              | Ryan Tedder, Noel Zancanella    | 4:20    |  |
| 11.           | "Chandelier" (com participação de Lauriana Mae)      | Simmons, Jr., Ansley Hughes e Clyde Hargrove do Super Water Sympathy, Bryan Fryzel | Frequency, Super Water Sympathy | 4:00    |  |
| 12.           | "Circles"                                            | Simmons, Jr.                                                                       | Mynority, B.o.B                 | 3:47    |  |
| 13.           | "Just a Sign" (com participação de Playboy Tre)      | Simmons, Jr., Clarence Montgomery III                                              | Kutta                           | 5:58    |  |
| 14.           | "Castles" (com participação de Trey Songz)           | Simmons, Jr., Allan Grigg, Tremaine Aldon Neverson                                 | Ryan Tedder, Noel Zancanella    | 3:54    |  |
| 15.           | "Where Are You (B.o.B vs. Bobby Ray)"                | Simmons, Jr.                                                                       | B.o.B                           | 4:51    |  |

| Edição de luxo |                                                |                                                                        |                   |         |  |
| N.º            | Título                                         | Compositor(es)                                                         | Produtor(es)      | Duração |  |
| 16.            | "MJ" (com participação de Nelly)               | Simmons, Jr., Cornell Haynes, Jr., Nikolaos Giannulidis, Cordale Quinn | Unik, Lil' C      | 4:04    |  |
| 17.            | "Back It Up for Bobby"                         | Simmons, Jr.                                                           | AD, Nard & B      | 4:04    |  |
| 18.            | "What Are We Doing"                            | Simmons, Jr., James Scheffer, Frank Romano                             | B.o.B, Jim Jonsin | 3:27    |  |
| 19.            | "Guest List" (com participação de Roscoe Dash) | Simmons, Jr., Jeffery Johnson Jr.                                      | B.o.B, Kutta      | 3:46    |  |
| 20.            | "Ms. Professional"                             | Simmons, Jr., Montgomery III                                           | Kutta             | 4:42    |  |

## Desempenho comercial
Strange Clouds estreou na quinta posição na Billboard 200, a principal parada de sucesso americana, ao vender 76 mil cópias em sua primeira semana de vendas.